# یوایچی موری
یوایچی موری (ژاپنی: 森 陽一؛ زادهٔ ۱ اوت ۱۹۸۰) یک بازیکن فوتبال اهل ژاپن است.
از باشگاه‌هایی که در آن بازی کرده‌است می‌توان به باشگاه فوتبال یوکوهاما مارینوس و باشگاه فوتبال میتو هولیهوک اشاره کرد.